# نوكيا آشا 308
نوكيا آشا 308 (بالإنجليزية: Nokia Asha 308)‏ هو هاتف محمول من نوكيا ضمن سلسلة لمس مكتمل تم الكشف عنه عام 2012، تم طرحه في الأسواق في آكتوبر 2012.

## الخصائص[2]
- نظام التشغيل: سيريز 40
- الكاميرا الخلفية: 2 ميجابكسل
- الشاشة: شاشة لمس 240 × 400
- الوزن: 104 غرام
- الذاكرة: 64 ميجابايت رام